# Mašková (wieś)
Mašková (węg. Maskófalva , do 1899 Maskova) – wieś (obec) na Słowacji położona w kraju bańskobystrzyckim, w powiecie Łuczeniec. Pierwsze wzmianki o miejscowości pochodzą z roku 1332. 
Według danych z dnia 31 grudnia 2012, wieś zamieszkiwało 328 osób, w tym 150 kobiet i 178 mężczyzn.
W 2001 roku rozkład populacji względem narodowości i przynależności etnicznej wyglądał następująco:
- Słowacy – 98,32%
- Czesi – 0,34%
- Romowie – 1,35%

Ze względu na wyznawaną religię struktura mieszkańców kształtowała się w 2001 roku następująco:
- Katolicy rzymscy – 33,67%
- Ewangelicy – 59,93%
- Ateiści – 2,36%
- Nie podano – 1,68%